# 久遠実成
久遠実成（くおんじつじょう）とは、法華経の教えにおいて、釈迦は30歳で悟りを開いたのではなく、遥かに遠い過去（久遠）から仏（悟りを開いた者）となっていたが、輪廻転生を繰り返した後についに釈迦として誕生して悟りを開くという一連の姿を敢えて示したという考え方。久遠成実、久成正覚などとも言う。「久遠」とは、仏語。長く久しいこと。遠い過去または未来。
如来寿量品第十六において、釈迦は、「わたしは常に存在し、滅することはない」と説かれているので、無限の過去から、永遠の未来を指す。
法華経の如来寿量品第16に、「今の釈迦牟尼仏は、釈氏の宮を出でて伽耶城を去ること遠からず、道場に座して阿耨多羅三藐三菩提を得たりと思えり。しかし、我（われ）は実に成仏してより已来（このかた）、無量無辺百千万億那由他劫なり」とあり、続けて「たとえば、五百千万億那由他阿僧祇の三千大千世界を、仮に人ありて抹（す）りて微塵となし、東方五百千万億那由他阿僧祇の国を過ぎて、すなわち一塵を下し、かくの如く、この微塵が尽きんが如き（無くなるまで）、東に行くとしたら、この諸々の世界の数を知ることを得べしや、不（いな）や」と弥勒菩薩等へ言われた。
これは、化城喩品第7にも「たとえば、三千大千世界のあらゆる地種を、仮に人ありて磨（す）りて墨となし、東方の千の国土を過ぎて、乃ち一点を下さん。大きさ微塵の如し」などと同様の記述があり、これは三千塵点劫と称される。これに対し、寿量品（本門）の「五百千万億那由他阿僧祇」を、五百（億）塵点劫と称して、化城喩品（迹門）の三千塵点劫よりもはるかに長遠であるかが示されるようになった。

## 無限の時間としての久遠元初
日蓮系の宗派においては、如来寿量品第十六において、釈迦は、「わたしは常に存在し、滅することはない」と説かれているので、久遠元初は、ある特定の遠い過去ではなく、始まりも終わりもない（無始無終）、無限の時間の意味と解釈するようになった。